# Маунд Сити (Мисури)
Маунд Сити (енгл. Mound City) град је у америчкој савезној држави Мисури.

## Демографија
По попису из 2010. године број становника је 1.159, што је 34 (-2,8%) становника мање него 2000. године.
| Група             | 2000.         | 2010.         |
| Белци             | 1.174 (98,4%) | 1.103 (95,2%) |
| Афроамериканци    | 1 (0,1%)      | 2 (0,2%)      |
| Азијати           | 1 (0,1%)      | 8 (0,7%)      |
| Хиспаноамериканци | 6 (0,5%)      | 13 (1,1%)     |
| Укупно            | 1.193         | 1.159         |